# Перлявка
Пе́рлявка — село в Україні, у Тетерівській сільській територіальній громаді Житомирського району Житомирської області. Населення 224 особи.

## Географія
У селі річка Перлівка впадає у Тетерів.

## Історія

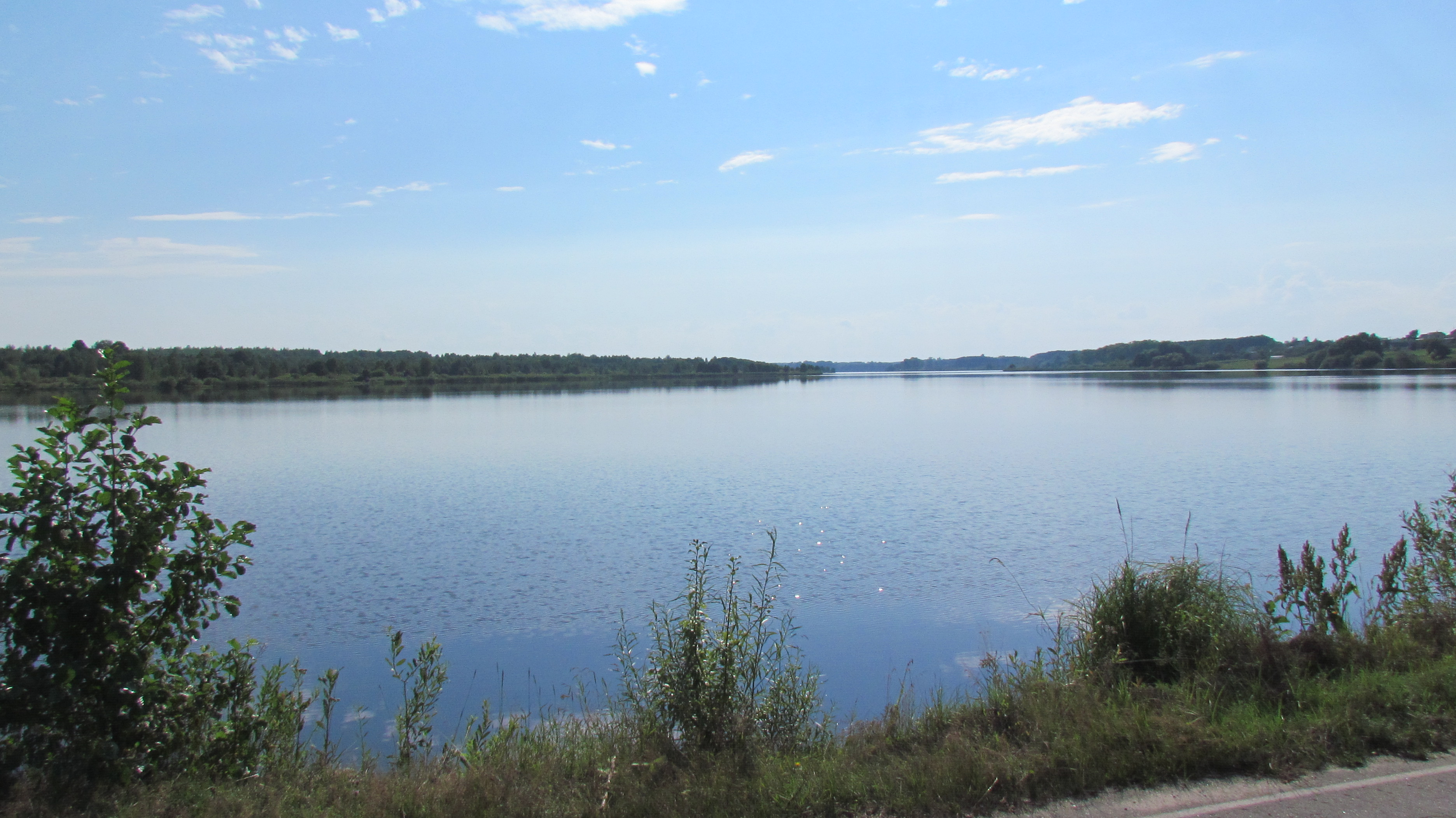
Річка Тетерів у межах села

Поруч з селом розташовано поселення VI—VII ст.
У 1906 році село Троянівської волості Житомирського повіту Волинської губернії. Відстань від повітового міста 16 верст, від волості 12. Дворів 19, мешканців 124.
Село постраждало внаслідок геноциду українського народу, проведеного урядом СРСР 1932—1933 рр.

## Населення

### Мова
Розподіл населення за рідною мовою за даними перепису 2001 року:
| Мова       | Кількість | Відсоток |
| ---------- | --------- | -------- |
| українська | 221       | 98.66%   |
| російська  | 3         | 1.34%    |
| Усього     | 224       | 100%     |

## Пам'ятки
Водоспад Вчелька на р. Гнилоп'ять — за 4 км від села.